# Black & White (серия фильмов)
Black & White (также Black and White) — серия американских порнографических фильмов студии Blacked, снятых в жанре межрасовой порнографии.

## Описание
Каждый фильм серии состоит из четырёх несвязанных между собой сцен, которые первоначально были выпущены на официальном сайте студии. Каждая сцена представляет собой межрасовый секс между темнокожим актёром и белой актрисой. Помимо традиционного (вагинального) секса, фильмы серии также содержат сцены триолизма.

## Отзывы и награды
Критик Дон Хьюстон (англ. Don Houston) из XCritic рекомендовал первый фильм серии, похвалив технические аспекты, но раскритиковал за подбор актрис и одинаковость сцен. В рецензии к Black & White 2 Бобби Б. (Bobby B.) из XCritic положительно отозвался об операторской работе и кинематографичности, отметив вторую и третью сцены с участием актрис Скарлет Рэд, Райли Рид и Дакоты Джеймс. Рецензент AVN ставит этому же фильму четыре звезды из пяти, в заключение отметив: «что это прекрасный, высококачественный межрасовый опыт».
В конце января 2016 года третий и четвёртый фильм серии удостаиваются в общем счёте четырёх наград AVN Awards в трёх категориях. В октябре этого же года, по выбору поклонников, серия выигрывает награду NightMoves Award в категории «Лучший этнический сериал». В 2017 году серия выигрывает награды AVN Awards и XRCO Award в категориях «Лучший этнический/межрасовый сериал» и «Лучший этнический сериал» соответственно. В январе 2018 года серия повторно выигрывает награду AVN в категории «Лучший этнический/межрасовый сериал». Также Black & White 12 в начале октября 2018 года отмечен наградой NightMoves Award как «Лучший этнический/межрасовый фильм».
В мае 2023 года серия была во второй раз отмечена премией XRCO Award, на этот раз одержав победу в категории «Лучший продолжающийся смешанный сериал».

## Список фильмов
| Год  | Фильм            | Актёрский состав |
| ---- | ---------------- | --- |
| 2014 | Black & White    | Брук Уайлд, Дакота Джеймс, Пэйтон Симмонс, Тейлор Уайт, Джейсон Браун, Принц Иешуа, Роб Пайпер и Флэш Браун                                                                   |
| 2014 | Black & White 2  | Дакота Джеймс, Джиллиан Джансон, Райли Рид, Скарлет Рэд, Эш Голливуд, Принц Иешуа, Роб Пайпер и Флэш Браун                                                                    |
| 2015 | Black & White 3  | Джиллиан Джансон, Карла Куш, Кейси Джордан, Кейси Калверт, Шона Ленэй, Джован Джордан, Майкл Уильямс и Флэш Браун                                                             |
| 2015 | Black & White 4  | Абелла Дейнджер, Джейд Найл, Меган Рэйн, Эбигейл Мэк, Джейсон Браун, Роб Пайпер и Флэш Браун                                                                                  |
| 2016 | Black & White 5  | Ариана Мари, Джоселин Келли, Кимберли Брикс, Рэйчел Джеймс, Айзея Максвелл, Майкл Уильямс и Флэш Браун                                                                        |
| 2016 | Black & White 6  | Алекса Грейс, Бретт Росси, Джоджо Кисс, Кира Николь, Айзея Максвелл, Джейсон Браун и Флэш Браун                                                                               |
| 2016 | Black & White 7  | Аидра Фокс, Арья Фэй, Лира Лоу, Рэйлин Энн, Джейсон Браун, Джован Джордан, Роб Пайпер и Флэш Браун                                                                            |
| 2017 | Black & White 8  | Джейд Янтцен, Кайли Пейдж, Лина Пол, Наташа Найс, Триллиум, Джосс Лескаф, Принц Иешуа и Флэш Браун                                                                            |
| 2017 | Black & White 9  | Ева Ловия, Келси Монро, Меган Рэйн, Элиза Джейн, Айзея Максвелл, Джейсон Браун, Принц Иешуа и Рики Джонсон                                                                    |
| 2017 | Black & White 10 | Кира Нуар, Мока Мора, Чарити Кроуфорд, Эй Джей Эпплгейт, Энджел Смоллс, Джейсон Браун, Мандинго и Хулио Гомес                                                                 |
| 2018 | Black & White 11 | Валентина Наппи, Макенна Блу, Николь Энистон, Эбигейл Мэк, Джейсон Браун, Джейсон Лав, Дэвин Кинг и Хулио Гомес                                                               |
| 2018 | Black & White 12 | Алекса Грейс, Кайли Пейдж, Кимберли Брикс, Хэдли Вискара, Эльза Джин, Джейсон Лав, Джекс Слейхер, Дредд, Нэт Тёрнхер и Хулио Гомес                                            |
| 2018 | Black & White 13 | Бэйли Брук, Рарри Раунд, Хлоя Фостер, Эвелин Клэр, Джейсон Браун, Джейсон Лав, Джекс Слейхер и Джосс Лескаф                                                                   |
| 2018 | Black & White 14 | Каролина Свитс, Кендра Сандерленд, Наоми Вудс, Эмма Хикс, Айзея Максвелл, Джейсон Лав, Джосс Лескаф, Роб Пайпер и Флэш Браун                                                  |
| 2019 | Black & White 15 | Кали Роуз, Николь Энистон, Хлоя Капри, Энджел Эмили, Джейсон Браун, Джейсон Лав, Джекс Слейхер, Джон Джонсон, Джосс Лескаф, Луи Смоллс, Принц Иешуа, Роб Пайпер и Фредди Гонг |
| 2019 | Black & White 16 | Ава Аддамс, Джесси Джейн, Катрина Джейд, Райли Стил, Джейсон Лав и Луи Смоллс                                                                                                 |
| 2021 | Black & White 17 | Алексис Тэй, Карла Куш, Лилли Белл, Хейзел Мур, Айзея Максвелл, Джейсон Лав, Джекс Слейхер, Прешер, Принц Иешуа и Слай Дигглер                                                |
| 2021 | Black & White 18 | Клеа Готье, Химэ Мари, Эвелин Деллаи, Эмма Хикс, Антон Харден, Джекс Слейхер, Фредди Гонг и Хесус Рейес                                                                       |
| 2021 | Black & White 19 | Адира Аллюр, Джейн Роджерс, Кензи Энн, Эви Лав, Антон Харден, Джейсон Лав, Джекс Слейхер и Прешер                                                                             |
| 2021 | Black & White 20 | Ариана Мари, Джилл Кэссиди, Кайлер Куинн, Лейни Грей, Лилли Белл, Наоми Суонн, Эмма Старлетто, Джекс Слейхер, Прешер, Роб Пайпер и Слай Дигглер                               |
| 2022 | Black & White 21 | Джазлин Рэй, Мейзи Грейс, Ребекка Вольпетти, Химэ Мари, Антон Харден, Джейсон Лав, Джекс Слейхер и Фредди Гонг                                                                |
| 2022 | Black & White 22 | Агата Вега, Ариана Ван Икс, Мэри Рок, Стефани Кайлер, Тиффани Тейтум, Фрея Майер, Антон Харден, Даррелл Дипс, Джосс Лескаф и Фредди Гонг                                      |

## Режиссёры фильмов
| Режиссёр(-ы)                           | Фильмы   |
| -------------------------------------- | -------- |
| Грег Лански                            | 1—12, 14 |
| Грег Лански, Кайден Кросс              | 13       |
| Грег Лански, Илья Дромбелд, Лоран Скай | 15       |
| Кайден Кросс                           | 16       |
| Дерек Дозер, Лоран Скай                | 17, 20   |
| Джулия Гранди, Лоран Скай              | 18       |
| Лоран Скай, Хэлстон                    | 19       |
| Илья Дромбелд, Лоран Скай              | 21       |
| Джулия Гранди                          | 22       |

## Награды и номинации
| Год  | Награда          | Результат | Категория                                                                                 | Фильм                                            |
| ---- | ---------------- | --------- | ----------------------------------------------------------------------------------------- | ------------------------------------------------ |
| 2015 | XBIZ Award       | Номинация | Межрасовый фильм года                                                                     | Black & White                                    |
| 2016 | AVN Award        | Победа    | Лучшая сцена мастурбации/стриптиза (Эбигейл Мэк)                                          | Black & White 4                                  |
| 2016 | AVN Award        | Победа    | Лучшая сцена секса парень/девушка (Эбигейл Мэк и Флэш Браун)                              | Black & White 4                                  |
| 2016 | AVN Award        | Победа    | Лучший межрасовый фильм                                                                   | Black & White 3                                  |
| 2016 | NightMoves Award | Номинация | Лучший продолжающийся сериал                                                              | Black & White                                    |
| 2016 | NightMoves Award | Победа    | Лучший этнический сериал (выбор поклонников)                                              | Black & White                                    |
| 2016 | XBIZ Award       | Номинация | Сериал года — только секс                                                                 | Black & White                                    |
| 2017 | AVN Award        | Победа    | Лучший этнический/межрасовый сериал                                                       | Black & White                                    |
| 2017 | NightMoves Award | Номинация | Лучший продолжающийся сериал                                                              | Black & White                                    |
| 2017 | XBIZ Award       | Номинация | Лучшая сцена секса — только секс (Джиллиан Джансон и Роб Пайпер)                          | Black & White 2                                  |
| 2017 | XRCO Award       | Победа    | Лучший этнический сериал                                                                  | Black & White                                    |
| 2018 | AVN Award        | Победа    | Лучший этнический/межрасовый сериал                                                       | Black & White                                    |
| 2018 | NightMoves Award | Победа    | Лучший этнический/межрасовый фильм (выбор поклонников)                                    | Black & White 12                                 |
| 2018 | XBIZ Award       | Номинация | Межрасовый фильм года                                                                     | Black & White 9                                  |
| 2018 | XRCO Award       | Номинация | Лучший этнический сериал                                                                  | Black & White                                    |
| 2019 | XBIZ Award       | Номинация | Сериал-виньетка года                                                                      | Black & White                                    |
| 2020 | AVN Award        | Номинация | Лучшая анальная сцена в иностранном фильме (Энджел Эмили, Джосс Лескаф и Фредди Гонг)     | Black & White 15 (за сцену Lost and Found)       |
| 2020 | AVN Award        | Номинация | Лучшая сцена секса парень/девушка (Райли Стил и Джейсон Лав)                              | Black & White 16 (за сцену The Wedding Singer)   |
| 2020 | AVN Award        | Номинация | Лучшая сцена секса парень/девушка в иностранном фильме (Кендра Сандерленд и Джосс Лескаф) | Black & White 14 (за сцену Cheating on Vacation) |
| 2020 | XBIZ Award       | Номинация | Сериал-виньетка года                                                                      | Black & White                                    |
| 2020 | XBIZ Award       | Номинация | Фильм-виньетка года                                                                       | Black & White 14                                 |
| 2022 | XBIZ Award       | Победа    | Лучшая сцена секса — виньетка (Кензи Энн и Джекс Слейхер)                                 | Black & White 19                                 |
| 2022 | XBIZ Award       | Номинация | Фильм-виньетка года                                                                       | Black & White 19                                 |
| 2023 | XRCO Award       | Победа    | Лучший продолжающийся смешанный сериал                                                    | Black & White                                    |